# Lobeza suprema
Lobeza suprema är en fjärilsart som beskrevs av William Schaus 1894. Lobeza suprema ingår i släktet Lobeza och familjen tandspinnare. Inga underarter finns listade i Catalogue of Life.